# Payung Sekaki (plaats)
Payung Sekaki is een bestuurslaag in het regentschap Rokan Hulu van de provincie Riau, Indonesië. Payung Sekaki telt 2779 inwoners (volkstelling 2010).